# 法國世界遺產列表

根據聯合國教科文組織1972年制訂的《保護世界文化和自然遺產公約》，世界遺產是指對全人類有重要文化或自然價值的遺產項目。常見文化遺產包括古蹟（如建築、雕塑、題字）、建築群、遺址（如考古遺址）；自然遺產通常是具備特殊物質和生物價值的自然地貌、地質和自然地理結構（如瀕危動植物棲息地），或在科學、保育、自然美角度極具價值。法國在1975年6月27日接受《保護世界文化和自然遺產公約》，該國的自然和文化遺產自此有資格列入《世界遺產名錄》。
法國擁有54項世界遺產，在全球排名第四，當中有6項是跨國遺產。在這54項世界遺產中，有45項文化遺產，7項自然遺產，另有2項複合遺產。此外，法國在預備名單中有32個項目。法國首批世界遺產於1979年入選，共有5處。最近一處入選的是卡纳克和莫尔比昂海岸巨石林，於2025年入選。
法國曾五次擔任世界遺產委員會成員，任期分別為1976年—1978年、1978年—1985年、1987年—1993年、1993年—1999年和2009年—2013年。法國共舉辦過10次世界遺產委員會會議，均在巴黎舉行。

## 分佈圖
| 韋茲萊教堂和山丘凡爾賽宮及其園林拉斯科洞窟壁畫沙特尔大教堂聖米歇爾山及其海灣枫丹白露的宫殿和园林豐特奈修道院亞眠大教堂阿尔勒城的古罗马建筑奧朗日古羅馬劇場和凱旋門皇家鹽場皮亞納海灣斯康多拉保護區加尔唐普河畔圣萨万教堂斯坦尼斯拉斯廣場加爾橋巴黎大島蘭斯主教座堂布爾日主教座堂米迪運河亞維農卡爾卡松比利牛斯山脉-佩尔迪多山里昂老城聖埃米利永盧瓦爾河谷普羅萬勒阿弗尔，奥古斯特·佩雷重建之城月亮港阿爾比主教城喀斯和塞文肖維岩洞香檳地區山坡、房屋和酒窖謝訥德皮-利馬涅斷層構造區欧洲温泉疗养胜地科爾杜昂燈塔尼斯方形神殿卡纳克和莫尔比昂海岸巨石林class=notpageimage\| 法國本土的世界遺產。限於尺幅，部份項目以簡稱標示。法國聖地亞哥-德孔波斯特拉朝聖之路、比利時和法國的鐘樓、勒柯布西耶的建築作品：對現代主義運動的傑出貢獻、第一次世界大戰（西線）墓葬與紀念遺址、北部-加來海峡的採礦盆地、阿爾卑斯地區史前湖岸木樁建築、沃邦防禦工事、韋澤爾谷洞穴群與史前遺跡、卡纳克和莫尔比昂海岸巨石林及喀爾巴阡山脈及歐洲其它地區的原始山毛櫸林未在地圖上顯示。 |
| 新喀里多尼亞瀉湖：珊瑚礁多樣性及相關生態系統塔普塔普阿泰留尼汪岛的山峰、冰斗和峭壁法屬南部和南極領地培雷火山馬克薩斯群島class=notpageimage\| 法國海外領土的世界遺產 |

## 世界遺產
聯合國教科文組織根據十項標準收錄世界遺產，入選項目必須符合至少一項標準，其中第一（i）至六（vi）項為文化遺產，第七（vii）至十（x）項為自然遺產，同時符合文化和自然遺產標準的则称为複合遺產，順序按入選年份排列。文代表文化遺產，自代表自然遺產，自文代表複合遺產。
| 名稱                                                 | 圖像 | 位置（大區） | 入選年份             | 教科文組織數據                     | 簡介 |
| ---------------------------------------------------- | ---- | --- | -------------------- | ---------------------------------- | --- |
| 聖米歇爾山及其海灣                                   |      | 勃艮第-弗朗什-孔泰大区 | 1979年               | 80ter；i、iii、vi 文               | 聖米歇爾山隱修院矗立在諾曼第與布列塔尼交界處的遼闊沙洲中的一座岩石小島上，是一座哥德式風格建築。修道院建於11至16世紀之間，是一項技術與藝術的傑作，必須適應這獨特自然環境帶來的挑戰。 |
| 沙特尔大教堂                                         |      | 中央-盧瓦爾河谷大區 | 1979年               | 81bis；i、ii、iv 文                | 該教堂是13世紀初期宗教建築中最為真實且完整的作品之一。它曾是聖母瑪利亞朝聖地的目的地，在中世紀西方基督教中極為盛行。由於其建築與裝飾的統一性，這是哥德式早期研究的成果，以及對中世紀基督教藝術的巨大影響，沙特尔主教座堂成為中世紀建築史上一個重要的里程碑。其卓越的12至13世紀彩繪玻璃群、紀念性雕塑，以及奇蹟般逃脫人為與時間摧殘的彩繪裝飾，使得沙特尔成為哥德式藝術中最令人讚嘆且保存最完好的典範之一。 |
| 凡爾賽宮及其園林                                     |      | 法蘭西島大區 | 1979年               | 83bis；i、ii、vi 文                | 凡爾賽宮及其園林自路易十四至路易十六統治期間，一直是法國君主居住與行使權力的特權場所。這座由數代建築師、雕塑家、畫家、裝飾家及景觀藝術家共同建造與修飾的宮殿，逾一個多世紀以來代表著歐洲王宮的完美典範。其建築規劃與壯麗的景觀布局形成緊密共生關係，完美襯托出宮殿內部寓所裝潢的恢宏氣勢。 |
| 韋茲萊教堂和山丘                                     |      | 勃艮第-弗朗什-孔泰大區 | 1979年               | 84bis；i、vi 文                    | 本篤會的韋茲萊修道院於9世紀成立，不久後獲得了聖瑪利亞·瑪達肋納的聖髑，從此成為重要的朝聖地。1146年，聖伯爾納鐸在此宣講第二次十字軍東征；1190年，獅心王理查與腓力二世亦在此會面，並出發參與第三次十字軍東征。擁有12世紀修道院教堂的韋茲萊瑪德蓮教堂，以其雕塑柱頭與門廊，成為勃艮第羅馬式藝術與建築的傑作。 |
| 韋澤爾谷洞穴群與史前遺跡                             |      | 新阿基坦大區 | 1979年               | 85bis；i、iii 文                   | 韋澤爾河谷是一片得天獨厚的史前領地，擁有150多處可追溯至舊石器時代的遺址與約三十個裝飾洞穴。這片約30公里乘40公里的廣闊區域，從民族學、人類學和美學角度來看都具有非凡價值，特別是1940年發現的拉斯科洞窟壁畫。該地區還為歐洲第四紀時期的史前文明建立了年代框架。 |
| 枫丹白露的宫殿和园林                                 |      | 法蘭西島大區 | 1981年               | 160bis；ii、vi 文                  | 這座宮殿自12世紀起被法國國王使用。16世紀時，國王弗朗索瓦一世將其改造、擴建並美化，意圖使之成為「新羅馬」。這座被巨大公園環繞的宮殿，融合了文藝復興與法國藝術傳統，眾多意大利藝術家曾為其貢獻才華。這座宏偉宮殿的擴建與裝飾需求，促成了一個真正藝術中心的存續條件。 |
| 亞眠大教堂                                           |      | 上法兰西大区 | 1981年               | 162bis；i、ii 文                   | 亞眠大教堂是法國最大的教堂之一，也是最完整的13世紀哥特式教堂之一。其設計的嚴謹連貫性——中殿與唱詩班席在耳堂兩側完美對稱、三層內部立面的優美造型、標誌著追求光線新階段的建築結構大膽輕盈感，以及豐富的雕刻裝飾與彩繪玻璃，使其成為中世紀建築中的卓越典範。 |
| 奥朗日古羅馬劇場和凯旋门                             |      | 普罗旺斯-阿尔卑斯-蔚蓝海岸大区 | 1981年               | 163bis；iii、vi 文                 | 位於羅訥河谷的奧朗治古劇院擁有103公尺長的立面，是所有偉大羅馬劇院中保存最完好的之一。這座建於公元10年至25年間的羅馬拱門，是奧古斯都統治時期行省凱旋拱門中最精美且最有趣的現存範例之一。拱門上裝飾著紀念羅馬治世建立的淺浮雕。 |
| 阿爾勒城的古羅馬建築                                 |      | 普罗旺斯-阿尔卑斯-蔚蓝海岸大区 | 1981年               | 164bis；ii、iv 文                  | 阿爾勒是古代城市適應中世紀歐洲文明的絕佳範例。該城擁有許多令人印象深刻的羅馬遺跡，其中最早期的競技場、羅馬劇場與地下拱廊可追溯至公元前1世紀。公元4世紀時，阿爾勒迎來第二個黃金時期，君士坦丁浴場與阿利斯康墓園皆見證了這段輝煌。11至12世紀期間，阿爾勒再度成為地中海地區最具魅力的城市之一。在城牆範圍內，附設迴廊的聖托菲姆教堂堪稱普羅旺斯地區最重要的羅馬式建築遺產。 |
| 丰特莱的西斯特尔教团修道院                           |      | 勃艮第-弗朗什-孔泰大区 | 1981年               | 165bis；iv 文                      | 該修道院由聖伯爾納鐸於1119年在勃艮第的一個沼澤山谷中創建。這座修道院以其樸素的建築風格、教堂、迴廊、食堂、宿舍、麵包房及鐵匠作坊，展現了早期熙篤會僧侶實踐自給自足理想的典範。 |
| 從薩蘭-萊班大鹽場到阿爾克-塞南皇家鹽場，敞鍋鹽的生產 |      | 勃艮第-弗朗什-孔泰大区 | 1982年               | 203bis；i、ii 文                   | 位於貝桑松附近的阿爾克-塞南皇家鹽場由克洛德·尼古拉·勒杜設計建造。該建築始建於1775年路易十六統治時期，是工業建築的首個重要成就，體現了啟蒙時代的進步理想。這個巨大的半圓形建築群旨在實現理性與階級分明的勞動組織，原計劃後續將建造一座理想城市，但該項目最終未能實現。薩蘭-萊班大鹽場至少運作了1200年，直至1962年停止生產。從1780年到1895年，其鹽水通過21公里的木製管道輸送至阿爾克-塞南皇家鹽場。該鹽場建於廣闊的肖森林附近，以確保燃料木材供應。薩蘭-萊班大鹽場內保存着一條13世紀的地下廊道，其中包含一座至今仍可運作的19世紀水力泵。鍋爐房見證了鹽工們採集「白色黃金」的艱辛勞動。 |
| 南锡的斯坦尼斯拉斯广场、卡里埃尔广场和阿莱昂斯广场   |      | 大东部大区 | 1983年               | 229bis；i、iv 文                   | 這幾座廣場構成了啟蒙運動時期最和諧的城市景觀之一，以典範和精湛的方式詮釋了皇家廣場作為城市、紀念性和中心空間的理念。斯坦尼斯瓦夫一世是法國國王路易十五的岳父，也曾是波蘭國王，因退位而獲得了洛林公爵的終身封號作為補償，於1737年至1766年期間在位，期間對南錫的城市規劃是他其中一個最輝煌的成就。 |
| 聖塞文-梭尔-加尔坦佩教堂                             |      | 新阿基坦大区 | 1983年               | 230quater；i、iii 文               | 這座古老的修道院由西方修道院制度之父——阿尼昂的本尼迪克特在卡洛林王朝時期，於查理曼大帝及其繼任者的保護下創立或重建。該建築於11世紀重建，其比例均衡的體量見證了西方羅馬式建築風格。修道院內的壁畫完成於11世紀末或12世紀初，是中世紀圖像藝術的非凡傑作。建築頂部矗立著一座哥德式尖塔，高度近80公尺，始建於14世紀，並於19世紀重建。 |
| 波爾托灣：卡兰切斯、基罗拉塔湾、斯康多拉保護區       |      | 科西嘉大區 | 1983年               | 258；vii、viii、x 自               | 該自然保護區是科西嘉地区自然公园的一部分，是一片令人印象深刻的斑岩地貌。植被是灌木叢的傑出典範。海鷗、鸕鶿和海鷹在此棲息。清澈的海水中分佈著小島和難以進入的洞穴，孕育著豐富的海洋生物。 |
| 加德橋（羅馬式水渠）                                 |      | 奧克西塔尼大區 | 1985年               | 344bis；i、iii、iv 文              | 加爾橋建於公元前1世紀，目的是讓尼姆的導水道能夠跨越加爾東河。設計這座橋樑的羅馬建築師與水利工程師創造了技術與藝術的傑作，橋高近50公尺，分為三層，最長的一層達275公尺。 |
| 從大岛到新城：歐洲的史特拉斯堡城鎮景觀               |      | 大东部大区 | 1988年               | 495bis；ii、iv 文                  | 最初於1988年列入《世界遺產名錄》的遺產由大島（史特拉斯堡的歷史中心）構成，其結構以主教座堂為核心。此項目於2017年擴展至在德國管治時期（1871—1918年）規劃建造的新城。新城的城市布局部分借鑒了喬治-歐仁·奧斯曼的模型，同時採用了受日耳曼風格啟發的建築語彙。這種雙重影響造就了史特拉斯堡獨特的城市空間——主教座堂周邊的視野向河流與運河環繞的統一景觀敞開。 |
| 巴黎塞纳河畔                                         |      | 法兰西岛大区 | 1991年               | 600bis；i、ii、iv 文               | 從羅浮宮到艾菲爾鐵塔，從協和廣場到巴黎大皇宮與小皇宮，巴黎的演變與歷史都能從塞納河上一覽無遺。巴黎聖母院和聖禮拜堂是建築史上的傑作，而奧斯曼設計的寬闊廣場與林蔭大道，更影響了19世紀末至20世紀全球的城市規劃。 |
| 蘭斯聖母大教堂、聖雷米修道院和塔乌宫                 |      | 大东部大区 | 1991年               | 601；i、ii、vi 文                  | 13世紀對於新建築技術的卓越處理，以及雕塑裝飾與建築的和諧結合，使蘭斯的聖母院成為哥德藝術的傑作之一。這座前修道院仍保留其美麗的9世紀中殿，其中安放著法國國王神聖塗油儀式的創立者——聖雷米吉烏斯（440—533年）的遺骸。前大主教宮殿，即著名的塔烏宮，在宗教儀式中扮演重要角色，並於17世紀幾乎全部重建。 |
| 布爾日大教堂                                         |      | 中央-盧瓦爾河谷大區 | 1992年               | 635bis；i、iv 文                   | 建於12世紀末至13世紀末的布爾日大教堂是哥德藝術的偉大傑作之一，其比例與設計的統一性令人讚嘆。尤其是門楣、雕塑與彩繪玻璃窗更為引人注目。除了建築之美，它亦見證了中世紀法國基督教的強大力量。 |
| 亞維農历史中心：教皇宫、主教聖堂和阿维尼翁桥         |      | 普罗旺斯-阿尔卑斯-蔚蓝海岸大区 | 1995年               | 228rev；i、ii、iv 文               | 14世紀時，這座位於法國南部的城市曾是教廷所在地。由西蒙尼·馬蒂尼和馬泰奧·喬瓦內蒂精心裝飾、外觀莊嚴的教皇宫聳立於城區，周圍環繞著城牆以及隆河上12世紀橋樑的遺跡。在這座哥德式建築的傑作下方，小皇宮與羅曼式的聖母院大教堂共同構成一組非凡的歷史建築群，見證了亞維農在14世紀基督教歐洲所扮演的重要角色。 |
| 米迪運河                                             |      | 奧克西塔尼大區 | 1996年               | 770；i、ii、iv、vi 文              | 這條長達360公里的通航水道網絡，透過328棟建築（船閘、渡槽、橋樑、隧道等）連接地中海和大西洋，堪稱現代土木工程中的傑出成就。它建於1667年至1694年間，為工業革命奠定了基礎。其締造者皮埃爾-保羅·里凱對設計的用心以及其與周圍環境的巧妙融合，將一項技術成就轉化為一件藝術傑作。 |
| 卡爾卡松歷史城墻要塞                                 |      | 奧克西塔尼大区 | 1997年               | 345rev；ii、iv 文                  | 自前羅馬時期以來，卡爾卡松如今所在的山丘上便存在著一座設防的定居點。如今，它堪稱中世紀防禦工事的傑出典範，雄偉的防禦工事環繞著城堡及其周圍的建築、街道和精美的哥德式大教堂。卡爾卡松也因其非凡的重要性而備受推崇，這要歸功於現代文物保護科學的奠基人之一歐仁·維奧萊-勒-杜克開展的長期修復工作。 |
| 比利牛斯—珀杜山*                                     |      | 奧克西塔尼大区 | 1997年               | 773bis；iii、iv、v、vii、viii 自文 | 這片壯麗的山地景觀橫跨當代法國與西班牙的國界，以海拔3,352公尺的石灰岩山塊——佩爾迪多山為中心。該遺址總面積達30,639公頃，包含西班牙境內兩處歐洲最宏大深邃的峽谷，以及毗鄰法國陡峭北坡的三座巨型冰斗絕壁，完美展現了這些地質地貌的經典形態。此處同時是反映歐洲高地地區曾普遍盛行、現僅存於比利牛斯山脈此處的農牧生活型態之文化地景，透過村落、農莊、田地、高地牧場與山徑等景觀元素，為過往歐洲社會提供了非凡的見證。 |
| 法國聖地亞哥-德孔波斯特拉朝聖之路                    |      | 奧弗涅-羅納-阿爾卑斯大區、勃艮第-弗朗什-孔泰大區、中央-盧瓦爾河谷大區、大东部大区、上法兰西大区、法蘭西島大區、诺曼底大区、新阿基坦大区、奧克西塔尼大区和普罗旺斯-阿尔卑斯-蔚蓝海岸大区 | 1998年               | 868bis；ii、iv、vi 文              | 中世紀期間，聖地亞哥-德孔波斯特拉是歐洲各地眾多朝聖者的主要目的地。為了抵達西班牙，朝聖者必須穿越法國。四條象徵性的路線從巴黎、韋茲萊、勒皮和阿爾勒出發，穿越庇里牛斯山，與旅行者所採用的眾多路線匯合。朝聖教堂、簡樸的聖所、醫院、橋樑和路邊十字架見證了朝聖的精神與物質層面。作為一種靈修實踐和信仰表現，朝聖也在世俗世界中產生了影響，對思想與藝術的誕生和傳播起到了決定性作用。 |
| 里昂历史遗迹                                         |      | 奧弗涅-羅納-阿爾卑斯大區 | 1998年               | 872；ii、iv 文                     | 里昂歷史悠久，從凱爾特人時代的原始城市群，到公元前1世紀由羅馬人建立的三高盧首都，一直在歐洲的政治、文化和經濟發展中發揮重要作用，其城市結構和各個時期的眾多精美歷史建築生動地展現了里昂的歷史。 |
| 聖艾米倫區                                           |      | 新阿基坦大区 | 1999年               | 932；iii、iv 文                    | 葡萄種植由羅馬人引入亞奎丹這片肥沃的地區，並在中世紀時期得到加強。聖埃米利永地區受益於其位於通往聖地牙哥-德孔波斯特拉朝聖路線上的位置，自11世紀以來，許多教堂、修道院和招待所在那裡建立。在12世紀英格蘭統治期間，它被授予「管轄區」的特殊地位。這是一片完全專注於葡萄種植的獨特景觀，城鎮和村莊中有許多精美的歷史遺跡。 |
| 比利時和法國鐘樓*                                    |      | 上法兰西大区 | 1999年               | 943bis；ii、iv 文                  | 法國北部的23座鐘樓與比利時讓布盧的鐘樓於2005年被列入世界遺產，作為對1999年已登錄的32座比利時佛蘭德與瓦隆尼亞鐘樓的擴展項目。這些建於11至17世紀間的建築，展現了羅馬式、哥德式、文藝復興與巴洛克建築風格，是市民自由權勝利的重要象徵。當意大利、德國與英國城鎮主要選擇建造市政廳時，在西北歐部分地區則更強調建造鐘樓。作為城市景觀中第三種高塔（相對於領主象徵的城堡主樓與教會象徵的教堂鐘樓），鐘樓象徵著市政官員的權力。數世紀以來，它們逐漸代表著城鎮的影響力與財富。 |
| 卢瓦尔河畔叙利到沙洛讷间的卢瓦尔河谷                 |      | 中央-盧瓦爾河谷大區和卢瓦尔河地区大区 | 2000年               | 933bis；i、ii、iv 文               | 卢瓦尔河谷是一處極具美學價值的傑出文化景觀，包含歷史悠久的城鎮與村莊、宏偉的建築古蹟（城堡群），以及由當地居民與自然環境（主要是羅亞爾河本身）歷經數世紀互動形成的耕作土地。自羅馬高盧時期直至19世紀，卢瓦尔河一直是重要的交通與商業動脈，促進了河谷及其城鎮的經濟發展。作為無數工程的見證——這些工程旨在疏通河道以利航行，並保護人類與土地免受洪水侵襲——河畔散布著港口或堤防系統，部分甚至以石砌工藝建成。 |
| 普羅萬城                                             |      | 法蘭西島大區 | 2001年               | 873rev；ii、iv 文                  | 普羅萬是香檳地區中世紀市集的傑出且真實典範。該地區曾是重要的貿易中心，並隨著11世紀貿易市集的興起，見證了歐洲重大國際貿易的開端。這些具有國際規模的貿易市集以商人與貿易者為目標，需要保障歐洲與東方之間的長途貨運安全，從而促進了銀行業、外匯交易以及生產活動的發展。普羅萬現存的城市布局與中世紀住宅，是專為實現這些功能而建造的建築群之傑出範例。此建築群包括商人住宅、拱頂地窖與倉庫、貿易用的戶外空間，以及宗教建築群。該城鎮亦以其為保護市集而建造、保存完好的防禦系統聞名。 |
| 勒阿弗尔，奥古斯特·佩雷重建之城                      |      | 诺曼底大区 | 2005年               | 1181；ii、iv 文                    | 位於諾曼第英吉利海峽邊的勒阿弗爾市，在第二次世界大戰期間遭受嚴重轟炸。1945年至1964年間，根據奧古斯特·佩雷所率團隊的規劃，被毀區域得以重建。該區域現構成勒阿弗爾的行政、商業與文化中心。在眾多重建城市中，勒阿弗爾因其整體性與完整性而顯得與眾不同。它既融合了城市原有格局與現存歷史建築的思考，又結合了都市規劃與建築技術的新理念。這是一個基於方法論統一、採用預製構件、系統化運用模組化網格，以及創新發揮混凝土潛力的戰後都市規劃與建築傑出範例。 |
| 波尔多月亮港                                         |      | 新阿基坦大区 | 2007年               | 1256；ii、iv 文                    | 月亮港卓越的城市與建築群體創建於啟蒙時代，這些價值一直延續至20世紀上半葉，其受保護建築數量除巴黎外超過法國任何其他城市。該城亦因其2000多年來作為文化交流要地的歷史角色而聞名，尤其是自12世紀以來與英國及低地國家的商業往來。18世紀初以來的城市規劃與建築群使該城成為創新古典與新古典潮流的傑出典範，並賦予其非凡的城市與建築統一性與連貫性。其城市形態體現了哲學家們的成功願景——將城市塑造成人文主義、普世價值與文化的熔爐。 |
| 沃邦防御工事                                         |      | 勃艮第-弗朗什-孔泰大區、布列塔尼大區、大东部大区、上法兰西大区、诺曼底大区、新阿基坦大区、奧克西塔尼大区和普罗旺斯-阿尔卑斯-蔚蓝海岸大区                                                | 2008年               | 1283；i、ii、iv 文                 | 沃邦防禦工事由12組位於法國西部、北部和東部邊境的防禦建築和遺址組成。這些工事代表了國王路易十四的軍事工程師塞巴斯蒂安·勒普雷斯特·德·沃邦最傑出的作品。該系列遺產包括沃邦從零開始建造的城鎮、城堡、城市稜堡城牆和稜堡塔樓，還有山區要塞、海防要塞、一座山區炮台和兩座山區通訊建築。此遺產被列入名錄，見證了西方軍事建築中經典防禦工事的巔峰。直至19世紀中葉，沃邦在歐洲及其他大洲的防禦工事史上仍扮演著重要角色。 |
| 新喀里多尼亞瀉湖：珊瑚礁多樣性及相關生態系統         |      | 新喀里多尼亞 | 2008年               | 1115；vii、ix、x 自                | 該系列遺址包含六個海洋群集，代表了新喀里多尼亞法屬太平洋群島珊瑚礁及相關生態系統的主要多樣性，同時也是全球第三大最廣闊的礁石系統。這些潟湖擁有絕佳的自然美景，展現了珊瑚與魚類物種的非凡多樣性，以及從紅樹林到海草床的連續棲息地，並擁有全球最多樣的礁石結構集中地。新喀里多尼亞的潟湖呈現出完整的生態系統，擁有健康的大型掠食者群體，以及數量眾多且種類豐富的大型魚類。這裡為多種具象徵性或受威脅的海洋物種提供了棲息地，例如海龜、鯨類或儒艮，後者的族群數量更是全球第三大。 |
| 阿爾比市的主教舊城                                   |      | 奧克西塔尼大区 | 2010年               | 1337；iv、v 文                     | 在法國西南部的塔恩河畔，阿爾比古城體現了中世紀建築與城市規劃的巔峰。如今，老橋、聖薩爾維及其教堂見證了其初期發展。在針對卡特里派異端的阿爾比十字軍征討之後，它成為一座強大的主教城。這座高聳的防禦性主教座堂以獨特的南法哥特風格建造，採用當地紅橙相間的磚材，俯瞰整座城市，展現了羅馬天主教神職人員重獲的權力。座堂旁是宏偉的貝爾比宮，俯瞰河流並被可追溯至中世紀的住宅區環繞。阿爾比主教城形成了連貫且和諧的古蹟與街區整體，數世紀來大致保持不變。 |
| 留尼汪岛的山峰、冰斗和峭壁                           |      | 留尼旺大區 | 2010年               | 1317；vii、x 自                    | 留尼旺島的山峰、冰斗與峭壁與留尼旺國家公園的核心區域重合。該遺產地佔地超過10萬公頃，相當於留尼旺島總面積的40%。這片遺產地以兩座高聳火山峰為主體，擁有巨型岩牆與三座峭壁環繞的冰斗，涵蓋變化多端的險峻地勢、壯觀的斷崖、林木蔥鬱的峽谷與盆地，構成震撼人心的地貌景觀。作為多樣化植物的自然棲息地，此處展現極高的物種特有性。亞熱帶雨林、雲霧林與石楠地交織成獨特而迷人的生態系統與地景拼圖。 |
| 阿爾卑斯地區史前湖岸木樁建築*                        |      | 奧弗涅-羅納-阿爾卑斯大區和勃艮第-弗朗什-孔泰大區 | 2011年               | 1363；iv、v 文                     | 這項橫跨奧地利、德國、斯洛維尼亞、法國、意大利及瑞士，由111個小型獨立遺址組成的系列遺產，涵蓋了阿爾卑斯山區及周邊從約西元前5000年至西元前500年期間，在湖泊、河流或濕地邊緣建造的史前湖岸木樁建築（或稱高腳屋）聚落遺跡。僅在部分遺址進行的考古發掘工作，為研究阿爾卑斯山歐洲地區新石器時代與青銅器時代的史前生活形態，以及人類社群與環境互動方式提供了重要線索。這些保存異常完好且文化內涵豐富的考古遺址群，是研究該地區早期農耕社會最重要的史料來源之一。 |
| 喀斯和塞文——地中海农牧文化景观                       |      | 奧克西塔尼大区 | 2011年               | 1153rev；iii、v 文                 | 這塊位於法國中部南部的302,319公頃土地，是一片點綴著深谷的山地景觀，代表了農牧系統與其生物物理環境之間的關係，特別是透過牧羊道或趕牲口道路。位於喀斯高原深層梯田上的村莊與堅固石造農舍，反映了自11世紀以來大型修道院的組織方式。該地產內的洛澤爾峰，是至今仍以傳統方式利用牧羊道進行夏季移牧的最後幾個地方之一。 |
| 北部-加萊海峽的採礦盆地                              |      | 上法兰西大区 | 2012年               | 1360；ii、iv、vi 文                | 這處景觀非凡，見證了1700年代至1900年代的煤炭開採歷史，由109個獨立組成部分構成，佔地超過12萬公頃。其特色包括礦坑（最古老的可追溯至1850年）、升降基礎設施、礦渣堆（部分面積達90公頃且高度超過140公尺）、煤炭運輸基礎設施、火車站、工人住宅區以及礦工村落，涵蓋社會住宅、學校、宗教建築、醫療與社區設施、公司場所、業主與經理人住宅、市政廳等。該遺址見證了從19世紀中葉至1960年代打造模範工人城市的追求，並進一步闡明了工業歐洲歷史上的重要時期。它記錄了工人的生活條件及由此孕育的團結精神。 |
| 阿尔代什省的肖维-蓬达尔克彩绘洞穴                    |      | 奧弗涅-羅納-阿爾卑斯大區 | 2014年               | 1426；i、iii 文                    | 位於法國南部阿爾代什河石灰岩高原的該遺址，包含了世界上已知最早且保存最完好的具象繪畫，可追溯至奧瑞納文化時期，是史前藝術的非凡見證。該洞穴約在20,000年前因岩崩封閉，直至1994年才被發現，這種天然密封使其保持原始狀態。目前已在洞壁清點出超過1,000幅圖像，結合多種人形與動物主題。這些具備卓越美學價值的作品，展現了陰影技法、繪畫與雕刻的結合、解剖精準度、立體感及動態表現等多樣技術。其中包含猛獁象、熊、洞獅、犀牛、野牛與原牛等當時難以觀察的危險物種，還有4,000件史前動物遺骸與多種人類足跡史前藝術。 |
| 香檳地區山坡、房屋和酒窖                             |      | 大东部大区 | 2015年               | 1465；iii、iv、vi 文               | 該項目涵蓋了自17世紀初至19世紀初期工業化期間，以瓶內二次發酵為原理生產氣泡酒的技術發展地點。此遺產由三個獨特部分組成：歐維萊、阿伊與馬勒伊敍阿伊的歷史葡萄園、蘭斯的聖尼凱斯山，以及埃佩爾奈的香檳大道和夏布羅爾堡。這三個構成要素——由歷史山坡形成的原料供應區、生產場所（包括地下酒窖）以及銷售與配送中心（香檳酒莊）——完整展示了香檳酒的生產流程。該遺產清晰見證了一項高度專業化工藝活動如何發展成為農業工業企業的歷程。 |
| 勃艮第风土和气候                                     |      | 勃艮第-弗朗什-孔泰大區 | 2015年               | 1425；iii、v 文                    | 氣候區是第戎市的尼伊丘產區和博訥產區上明確劃分的葡萄園地塊。由於特定的自然條件（地質和朝向）以及葡萄品種的不同，它們彼此各異，並經過人類耕作的塑造。隨著時間的推移，它們因其產出的葡萄酒而獲得認可。這片文化景觀由兩部分組成：首先是葡萄園及相關生產單位，包括村莊和博訥鎮，共同代表了生產系統的商業層面；第二部分包括第戎的歷史中心，體現了催生氣候系統的政治監管動力。該遺址是中世紀盛期以來葡萄栽培與葡萄酒生產發展的傑出範例。 |
| 勒·柯布西耶的建筑作品，對現代運動的傑出貢獻*         |      | 奧弗涅-羅納-阿爾卑斯大區、勃艮第-弗朗什-孔泰大區、大东部大区、法蘭西島大區、新阿基坦大区和普罗旺斯-阿尔卑斯-蔚蓝海岸大区                                                                | 2016年               | 1321rev；i、ii、vi 文              | 這組跨國系列遺產選自勒·柯布西耶的作品，共包含17個地點，分佈於七個國家，見證了一種與過去決裂的新建築語言的誕生。這些建築歷時半個世紀建成，期間被勒·柯比意稱為「耐心的研究」。這些建築展現了現代主義運動在20世紀為應對社會需求而尋求的新建築技術解決方案。這些創意天才的傑作也證明了建築實踐在全球範圍的國際化。 |
| 塔普塔普阿泰                                         |      | 法屬玻里尼西亞 | 2017年               | 1529；iii、iv、vi 文               | 賴阿特阿島上的塔普塔普阿泰亞位於「玻里尼西亞三角」的中心，這個廣闊的太平洋區域點綴著眾多島嶼，是人類最後定居的地球部分。該遺產包括兩個森林覆蓋的山谷、一部分潟湖和珊瑚礁，以及一片開闊海域。遺產的核心是塔普塔普阿泰馬拉埃建築群，這是一個政治、儀式和喪葬中心。其特點是擁有多個功能不同的馬拉埃。馬拉埃在波利尼西亞廣泛存在，是生者世界與祖先及神靈世界交匯的場所。塔普塔普阿泰是1000年毛利人文明的非凡見證。 |
| 多姆山鏈，利馬涅斷層構造區                           |      | 奧弗涅-羅納-阿爾卑斯大區 | 2018年               | 1434rev；viii 自                   | 該遺產位於法國中部，包含長期的利馬涅斷層、謝訥德皮的火山群排列以及塞爾山的逆轉地形。它是西歐裂谷的標誌性段落，形成於3500萬年前阿爾卑斯山脈誕生之後。該遺產的地質特徵展示了大陸地殼如何裂開、隨後塌陷，使深層岩漿上升並導致地表隆起。此遺產是大陸分裂（或稱裂谷作用）的傑出例證，這是板塊構造運動五大主要階段之一。 |
| 法屬南部领地和领海                                   |      | 法属南部和南极领地 | 2019年               | 1603bis；vii、ix、x 自             | 法屬南部領地和領海包含了南印度洋中罕見的最大陸地群：克羅澤群島、凱爾蓋朗群島、聖保羅島和阿姆斯特丹島，以及60座小型亞南極島嶼。這片南冰洋中的「綠洲」面積超過1.66億公頃，擁有全球最密集的鳥類與海洋哺乳動物群聚，尤其是國王企鵝與黃鼻信天翁的最大棲息地。這些島嶼遠離人類活動中心，成為生物演化極度完整的展示場，也是獨特的科學研究場域。 |
| 欧洲温泉疗养胜地*                                    |      | 奥弗涅-罗讷-阿尔卑斯大区 | 2021年               | 1613bis；ii、iii、iv、vi 文        | 這項跨國系列遺產包含11個溫泉小鎮，位於七個歐洲國家：奧地利、比利時、捷克、法國、德國、義大利、英國。所有這些城鎮皆圍繞天然礦泉水源發展而成。它們見證了從18世紀初至1930年代蓬勃發展的歐洲國際溫泉文化，催生了大型國際度假勝地，這些勝地透過溫泉建築群影響了城市類型學，這些設計旨在利用天然礦泉水資源並實現其沐浴與飲用的實用功能。相關設施還包含花園、集會廳、賭場、劇院、酒店與別墅，以及溫泉專屬的支援基礎建設。這些建築群皆融入整體城市景觀，涵蓋精心規劃、坐落於如畫風景中的休閒與療癒環境。這些遺產共同體現了人類價值觀與醫學、科學及溫泉療法發展的重要交流。 |
| 科尔杜昂灯塔                                         |      | 新阿基坦大区 | 2021年               | 1625；i、iv 文                     | 該燈塔矗立於新阿基坦大區吉倫特河口處大西洋中的一片淺岩臺地上，地勢極為暴露且環境惡劣。這座以白色石灰岩砌塊建造的燈塔始建於16世紀末至17世紀初，由工程師路易·德·富瓦設計，並於18世紀末由工程師約瑟夫·特萊爾進行改建。作為航海信號技術的傑作，科爾杜昂燈塔的紀念性塔身裝飾有壁柱、柱式托飾與滴水獸。它不僅體現了燈塔建築與技術發展史上的重要階段，其建造初衷更延續了古代著名燈塔的傳統，彰顯了航海業復興時期燈塔建築的藝術成就——彼時燈塔作為領土標誌與安全設施具有重要意義。此外，18世紀末的塔身增高工程與燈室改造，見證了該時期科學技術的進步。其建築形式融合了古代範本、文藝復興風格主義，以及國立橋路學校獨特的工程建築語彙。                                                                                              |
| 里维埃拉旅游之都尼斯                                 |      | 普罗旺斯-阿尔卑斯-蔚蓝海岸大区 | 2021年               | 1635；ii 文                        | 尼斯位於地中海沿岸、阿爾卑斯山腳下，靠近意大利邊境。這座城市的發展展現了如何充分利用其溫和氣候與山海之間的沿海位置，打造一個專注於冬季旅遊的城市。自18世紀中葉起，此地逐漸吸引大量主要來自英國的貴族與上流社會家庭，形成了在此度過冬季的習慣。1832年，當時仍屬撒丁王國的尼斯成立了「裝飾委員會」，制定了城市規劃方案與建築規範，旨在吸引外國遊客。因此，英國冬季遊客於1824年沿海岸線開闢的一條簡樸小徑，後來演變為著名的「盎格鲁街」。1860年尼斯割讓給法國後，得益於歐洲鐵路網絡的連接，來自各國的冬季遊客蜂擁而至。這促使中世紀舊城區外的新城區經歷了連續的擴建階段。冬季遊客帶來的多元文化影響，以及對氣候條件與海岸景觀的充分利用，塑造了這些城區的城市發展與折衷主義建築風格，奠定了尼斯作為國際化冬季度假勝地的聲譽。 |
| 喀尔巴阡山脉及欧洲其它地区的原始山毛榉林*            |      | 大东部大区、奥克西塔尼大区、普罗旺斯-阿尔卑斯-蔚藍海岸大区 | 2021年（擴展至法國） | 1133quinquies；ix 自               | 這個跨國遺產包含18個國家的93個組成部分。自末次冰期結束以來，歐洲山毛櫸從阿爾卑斯山、喀爾巴阡山脈、地中海等幾個孤立避難區開始，在短短幾千年內擴散至整個歐洲，這個過程至今仍在持續。這種樹種能夠成功擴張至整個大陸，與其適應力及對不同氣候、地理和物理條件的耐受性有關。 |
| 第一次世界大战（西线）的墓葬和纪念场所*              |      | 上法兰西大区、法兰西岛大區、大东部大区、勃艮第-弗朗什-孔泰大区 | 2023年               | 1567rev；iii、iv、vi 文            | 此項目為法國與比利時的跨國遺產。第一次世界大戰的西線戰場全長約700公里，從北海延伸至法瑞邊境，沿線分佈著139處喪葬與紀念遺址，見證了衝突各方共同願望——緬懷戰歿將士。這一目標體現於個別墓塚及/或刻有失踪者名單的紀念碑。這些專門營造的場所致力於冥想、追憶與致敬，無論規模、位置或設計如何多元，其核心精神皆在於構建配得上犧牲者尊嚴的空間。這種精神彰顯於貴重建材的選用，以及延聘知名建築師、植物學家、景觀設計師與藝術家共同打造具備卓越建築、藝術與景觀價值的場域。每日前來憑弔者包含朝聖者、散客、官方代表團、學校團體、地方社區代表及後裔。這些遺址所承載的喪葬與紀念傳統至今仍具現實意義——偶然發現或考古發掘的遺骸仍會以全禮儀式安葬於此。這些紀念遺址堪稱全球共有的文化遺產，持續傳遞著歷久彌新的和解精神。            |
| 尼姆方形神殿                                         |      | 奧克西塔尼大區 | 2023年               | 1569rev；iv；文                    | 方形神廟建於公元1世紀，位於羅馬殖民地內毛蘇斯（今奧克西塔尼大區的尼姆市），是最早能與羅馬行省帝國崇拜聯繫的羅馬神廟範例之一。這座建築獻給奧古斯都的推定繼承人——早逝的「青年王子」，既象徵著羅馬對征服領地的控制，也表達了尼姆市民對奧古斯都王朝的效忠與依附。方形神廟的建築結構與精緻裝飾，象徵性地參與了奧古斯意識形態計劃的傳播——該計劃將古羅馬從共和國轉變為帝國，從而開啟以「羅馬治世」之名承載和平、繁榮與穩定承諾的新黃金時代。 |
| 培雷山與馬提尼克北部山峰的火山和森林                 |      | 馬丁尼克大區 | 2023年               | 1657；viii、x 自                   | 培雷火山與卡爾貝山峰的全球重要性基於其對火山過程與森林類型的代表性。1902年的噴發被視為20世紀最致命的火山事件，並成為全球火山學史的參考基準。該系列遺產涵蓋了小安地列斯群島所有的森林類型與特有植物多樣性，形成從海岸延伸至火山頂峰的連續森林帶。此區域孕育著全球受威脅物種，如馬提尼克火山蛙與馬提尼克擬黃鸝，這兩種嚴格特有種。 |
| 人类之地——馬克薩斯群島                               |      | 法屬玻里尼西亞 | 2024年               | 1707；iii、vi、vii、ix、x 自文     | 位於南太平洋的這處系列遺產，見證了西元1000年左右經由航海抵達的人類文明，在10至19世紀期間於這座與世隔絕的群島建立領地統治的非凡歷程。該地同時也是生物多樣性熱點，擁有不可替代且保存極佳的海陸生態系統。群島景觀以陡峭山脊、壯麗峰巒與拔海而起的懸崖為特色，在熱帶緯度地區獨樹一幟。此處是物種特有現象的重要中心，孕育稀有多樣的植物群、多種指標性海洋物種，以及南太平洋最豐富的海鳥群落之一。幾乎未受人為開發的馬克薩斯海域，堪稱全球最後的海洋荒野。遺產範圍內還包含從巨型乾石建築到石刻雕塑與岩刻的考古遺址群。 |
| 卡纳克和莫尔比昂海岸巨石林                           |      | 布列塔尼大区 | 2025年               | 1725；i、iv 文                     | 這座位於法國布列塔尼的系列遺產，擁有新石器時代建造的密集巨石建築群，這些建築與該地區獨特的地貌精心對齊。這些巨大的石造結構——彼此之間的排列以及與地形和水道等自然特徵的關係——展現了對環境的深刻理解。豐富的雕刻及相關文物進一步說明了居住在歐洲大西洋沿岸這片區域的社會文化複雜性。 |

## 預備名單
除了已入選項目外，接受《保護世界文化和自然遺產公約》的成員國還可以把遺產項目列入預備名單，任何遺產在提名《世界遺產名錄》前都必須入選預備名單。截至2025年，法國的預備名單共有32個項目。文代表文化遺產，自代表自然遺產，自文代表複合遺產。
| 名稱                                                         | 圖像 | 位置（大區）                                             | 列入年份 | 教科文組織基準      | 簡介 |
| ------------------------------------------------------------ | ---- | -------------------------------------------------------- | -------- | ------------------- | --- |
| 聖但尼大教堂                                                 |      | 法蘭西島大區                                             | 1996年   | i、ii、iv 文        | 聖但尼大教堂，昔日為聖但尼皇家聖殿，在哥特式建築史上佔有特殊地位，其建造過程中的每個重要階段皆是一場藝術與技術的革命。這座教堂在國家歷史中亦具有獨特意義，因為從13世紀至法國大革命期間，該聖殿一直是皇家陵墓所在地。圍繞著巴黎首位主教聖但尼的遺骸，此處逐漸發展出一片大型墓地。考古發掘證實了墨洛溫王朝時期此處已存在一座聖殿，並由國王達戈貝爾特慷慨捐贈。隨後在卡洛林王朝與卡佩王朝時期，該地相繼建有多座聖殿。現今教堂的重建由修道院長敘熱決定，並於13世紀由建築師皮埃爾·雷蒙·德蒙莫爾繼續完成。 |
| 魯昂：半木造城市綜合體、大教堂、聖旺教堂、聖瑪洛教堂         |      | 諾曼第大區                                               | 1996年   | 文                  | 中世紀時期，魯昂的領主與城市中的富裕商人除了為自己建造精緻宅邸外，也資助興建宏偉的宗教建築。從東向西貫穿市中心，矗立著一系列壯麗的教堂——聖旺教堂、聖瑪洛教堂、魯昂主教座堂以及紀念聖女貞德的現代教堂。維克多·雨果曾以「百塔之城」形容魯昂。 |
| 沃子爵城堡                                                   |      | 法蘭西島大區                                             | 1996年   | i、ii、iv 文        | 沃子爵城堡是保存完好的凡爾賽宮最初樣板，後者在路易十四統治末期及後續王朝期間被改建擴建。這座城堡位於一座以軸線對稱的廣闊園林景觀中心，該設計歸功於安德烈·勒諾特爾，完美融合了花園景致。此莊園由尼古拉·富凱於1641年購得。其花園佈局似乎於1652年完成，而城堡主體則建於1656年至1659年間。 |
| 歐洲西北部尼德蘭的堡壘城鎮*                                  |      | 大東部大區和上法蘭西大區                                 | 1996年   | 文                  | 這組城鎮涵蓋了北部邊境地區的主要要塞城鎮，該地區延伸至法國北部-加萊海峽和香檳-阿登、比利時以及荷蘭南部地區。這些要塞城鎮位於歐洲西北部的核心地帶，北海岸邊與阿登高地更崎嶇的地形之間，形成了一片特殊領土，其開闊的地勢並無真正無法輕易繞過的自然障礙。 |
| 聖維克多山和塞尚遺址                                         |      | 普羅旺斯-阿爾卑斯-蔚藍海岸大區                           | 1996年   | 自文                | 聖維克多山雄踞普羅旺斯地區艾克斯區，是「石灰岩普羅旺斯」的標誌性地形，最高峰海拔1000公尺。這裏是一處自然資源極其豐富的景區：擁有珍貴的古生物化石（恐龍蛋）、多樣化的植物群（已記錄逾千物種）以及豐富的鳥類生態，也是文化勝地，史前與歷史遺跡見證了該地區自遠古時代以來的重大事件與多元人類活動。但讓聖維克多山舉世聞名的，終究是保羅·塞尚筆下那超然絕俗的獨特山景之美。 |
| 法國南部的結核洞穴群                                         |      | 奥弗涅-罗讷-阿尔卑斯大区和奧克西塔尼大區                 | 2000年   | vii、viii、ix 自    | 在估計總數達50,000個的洞穴或洞穴群（水文地質系統）中，有19個擁有極具美學、科學及稀有性價值的非凡礦物遺產。這項自然遺產在法國尤為豐富，其中某些洞穴更是舉世無雙。 |
| 瓦努瓦斯國家公園                                             |      | 奥弗涅-罗讷-阿尔卑斯大区                                 | 2000年   | 自文                | 瓦諾瓦茲國家公園位於薩瓦省東部，座落於連接莫里耶訥與塔朗泰斯谷兩大高山谷地的瓦努瓦斯山上，毗鄰義大利邊境。該公園環抱著海拔超過3000公尺的高山群峰，山區留存著眾多冰川，同時也被易於通行的寬闊山口所貫穿的山谷所穿透。由於受到前阿爾卑斯山與貝勒多納山脈的屏障，這片山區得以遠離海洋性降雨，形成降雨相對稀少且陽光充足的氣候特徵。此地聯同義大利的大帕拉迪索國家公園構成西歐其中一個最大的保護區。 |
| 勃朗峰山脉                                                   |      | 奥弗涅-罗讷-阿尔卑斯大区                                 | 2000年   | 自文                | 白朗峰被譽為「歐洲屋脊」，頂峰高達4807公尺，是歐洲之最，並為阿爾卑斯山最著名的部分。這片橫跨法國、瑞士和義大利三國的壯麗高山群，擁有絕佳的自然與文化價值，尤其作為登山運動發展的起源地，更是意義非凡，與珠穆朗瑪峰或安納布爾納峰同為登山界的聖地。 |
| 卡馬格                                                       |      | 普羅旺斯-阿爾卑斯-蔚藍海岸大区                           | 2002年   | vii、x 自           | 這片約20,000公頃的區域包含卡馬格自然保護區以及周邊其他保護區。這個由濕地、沼澤、草原和荒野組成的天然與人工混合三角洲，因羅訥河從阿爾卑斯山脈攜帶而來的沉積物持續演變。憑藉淡水、鹹水和海水的獨特混合，這片極其重要的濕地涵蓋了8種陸地生物群落在內的廣闊棲地類型。它為鳥類提供了至關重要的棲息環境，其中7種鳥類僅在法國此處繁殖，最壯觀的當屬紅鸛。此外，該區域更是候鳥重要的越冬地，每年有超過20萬隻鴨類在此越冬。此區域不僅是生物圈保護區，同時也是法國首個根據拉姆薩爾公約宣告具有國際重要性的濕地。 |
| 博尼法喬海峽                                                 |      | 科西嘉大區                                               | 2002年   | vii、viii、ix、x 自 | 博尼法喬海峽位於博尼法喬海峽自然保護區內，是環境保護的聖地。作為法國本土最大的自然保護區，其面積達80,000公頃，橫跨科西嘉島與薩丁尼亞之間。博尼法喬海峽完美體現了地中海之魂，匯聚了令人驚嘆的多樣地貌：懸崖、海蝕洞、夢幻沙灘、受保護的海床，以及不同島嶼。保護區內孕育著極其豐富的動植物群落，為多種珍稀物種提供了自然棲地。 |
| 埃克蘭國家公園                                               |      | 普羅旺斯-阿爾卑斯-蔚藍海岸大區、奧弗涅-羅納-阿爾卑斯大區 | 2002年   | 自文                | 埃克蘭山形成一片連續的山區，是法國最高的山脈之一，其最高峰超過4000公尺，包含約150座3000公尺以上的山峰，其中約50座超過3500公尺，並擁有極重要的冰川系統，面積超過11000公頃，為法國第二大冰川。該山脈在阿爾卑斯山弧中佔據戰略位置，位於內阿爾卑斯與外阿爾卑斯交界處，介於南阿爾卑斯與北阿爾卑斯之間，處於地中海與大陸性氣候的交匯點。這一獨特的位置及其與周邊地區的聯繫，使其在歐洲生態網絡中扮演重要角色。 |
| 克羅港島國家公園                                             |      | 普羅旺斯-阿爾卑斯-蔚藍海岸大區                           | 2002年   | vii、x 自           | 此國家公園成立於1963年12月14日，是歐洲和法國最古老的海洋國家公園。公園內有602種陸地植物、500種藻類、144種鳥類、180種魚類，包括多種瀕危物種。同時，公園擁有豐富的地中海歷史遺跡，包括羅馬遺址、約30艘沉船和20多座軍事堡壘。 |
| 蓋朗德鹽沼                                                   |      | 盧瓦爾河地區大區                                         | 2002年   | 自文                | 蓋朗德的鹽田與海灣共同構成了一片約2278公頃的獨特遺產。正因其特有的生態與人文歷史因素交織，這裡無疑是法國大西洋沿岸最具歷史底蘊、最為獨特且工藝最精湛的鹽業區。該區域擁有極其豐富多樣的動植物生態系統，尤為值得注意的是，這片人工建造的景觀完全依賴人類持續的鹽業活動才能存續。從蓋朗德丘陵俯瞰，鹽田呈現出蜿蜒土堤交錯的景觀，層層嵌套的水塘構成迷宮般的格局。部分水域被細密堤網分割，強化了人造地景的特質。丘陵腳下延伸的這片土地，除了深色鹽倉外不見樹木與建築。僅憑鹽田的樣貌便能感受其歷經千年人為調控所成就的高度專業性與環境脆弱性。現存鹽田主體是以藍色黏土夯築的「鹽沼區」為基礎建造而成。 |
| 比利牛斯山脈的地中海沿岸                                     |      | 奧克西塔尼大區                                           | 2002年   | 自文                | 這是庇里牛斯山脈延伸至地中海所形成的文化景觀。陡峭的岩石海岸、貝阿爾角與克雷烏斯角、阿爾貝拉山脈，構成了一處極具特色的自然景觀，同時擁有豐富的海洋與陸地生物多樣性，堪稱地中海沿岸的典範，並具備諸多獨特元素，如班尤爾斯的沿海葡萄園及其壯觀的梯田設施。這片土地自古以來便見證人類活動與地中海文化交流，留有深刻的歷史印記（希臘、羅馬、中世紀與近代），並與20世紀多位追尋光線與色彩的歐洲藝術大師之作相互輝映。 |
| 馬賽港                                                       |      | 普羅旺斯-阿爾卑斯-蔚藍海岸大區                           | 2002年   | ii、iv、v、vi 文    | 馬賽港是法國最大的港口之一，自古以來就是地中海貿易與文化交流的樞紐。這裡見證了馬賽作為古老港口的繁榮，承載了多元的海洋文化，包括漁業、航海傳統和港口活動，是當地經濟與社會生活的重要核心。由於其港口特性，馬賽港長期以來是不同文化（如北非、義大利等）的交匯點，形成了獨特的飲食、語言和藝術風格，體現了地中海的多元文化特色。 |
| 納博訥古城及其領土：尼姆、阿尔勒、格拉努姆、渡槽、多米提亞道 |      | 奧克西塔尼大區和普羅旺斯-阿爾卑斯-蔚藍海岸大區           | 2002年   | ii、iii、iv、v 文   | 尼姆、阿尔勒、格拉努姆等城市位於羅馬帝國領土歷史上極其重要的交通樞紐：它們是雷戈爾達納道、奧勒良道、阿格里帕道以及多米提亞道的交匯點。這些交通要道相關的活動催生了許多高品質建築，這些建築保存至今，構成了法國南部古代遺產的核心。該遺產包括城市紀念碑、水道遺跡以及與交通要道相關的工程建築。 |
| 塞爾達涅線                                                   |      | 奧克西塔尼大區                                           | 2002年   | iv 文               | 這是一條窄軌電氣化鐵路，建於1903年至1911年間，旨在連接庇里牛斯山高地區的泰特河谷與塞爾達尼亞，並將其納入法國鐵路網絡。該線路的特點在於其歷史悠久、技術高超、沿途陡峭的地形需要令人印象深刻的工程建築，以及通過一系列水力發電設施實現自給自足的供電系統。 |
| 默東國家航空航天科研局                                       |      | 法蘭西島大區                                             | 2002年   | 文                  | 國家航空研究局於1940年接替了沙萊-默東軍事航空機構，佔地約十公頃，位於默東國家莊園東側邊緣。從19世紀末至今，眾多建築陸續興建，使這片土地逐漸密集，見證了此處科學活動的重要性和多樣性，這些活動如今已成為莊園歷史不可分割的一部分。在這片建築群中，大型風洞無疑是最具建築標誌性的結構。該工程由工程師加斯東·勒馬雷克（法語：Gaston Le Marec）於1932年至1934年間建造，採用古斯塔夫·艾菲爾設計的原理，但進行了擴建並適應更高功率需求，被譽為兩次世界大戰間法國工程學的重大成就之一。整個單體結構採用鋼筋混凝土薄殼建造，其中央擴散器是自承式薄殼應用的典範。其龐大體量與現代造型的結合，充分展現了鋼筋混凝土在解決此類大型工程難題時的靈活性與可能性。這座獨一無二的建築幾乎未經改動，僅於1950年在空氣收集器前方加建了穩流室。            |
| Y機庫                                                        |      | 法蘭西島大區                                             | 2002年   | 文                  | 沙萊-默東航空基地的航空活動始於1877年，由天才發明家夏爾·勒納爾主導。他為軍用氣球部隊設計了所需裝備。為此，勒納爾將1878年世界博覽會「機械展廊」附屬館的金屬拱架搬遷至沙萊盆地附近，作為飛艇庫使用。該展廊建築被歸功於博覽會總工程師亨利·德迪翁。正是在此處，1884年研發的飛艇「法蘭西號」完成了人類首次閉環飛行，航線覆蓋默東森林與維拉庫布萊上空。此事件影響深遠，以致這艘電動飛艇的部分結構被展示於1889年世界博覽會的軍事航空展館。Y機庫在戰神廣場呈現無下弦桿的獨特拱架結構，而在默東則保留了相同主體結構並增設低側翼。其尺寸達長70公尺、寬24公尺、高約26公尺。 |
| 努瓦謝勒的前梅尼爾巧克力工廠                                 |      | 法蘭西島大區                                             | 2002年   | 文                  | 梅尼耶工廠的起源可追溯至19世紀初，由安茹血統的安托萬·布魯圖斯·梅尼爾創立。在連續四代人的推動下，這座與該家族在尼加拉瓜擁有的可可種植園相關聯的工業綜合體，將在努瓦謝勒發展成為無論在設計理念還是技術實現上都極其重要的存在。1869年至1872年間，讓·梅尼耶之子埃米爾·梅尼爾委託朱爾·索爾尼埃在馬恩河畔建造了一座大型建築，其結構設計與材料選用展現出極大膽識。這座工廠以四組石墩為基，矗立於方形中空金屬支柱上，外露的金屬框架結構立面飾有對角加固件，並以中空磚牆填充，部分釉面磚更構成網格狀多彩裝飾元素，點綴著可可花圖案。這項重大技術創新成果曾在法國及國際刊物上發表。 |
| 薩拉老城區                                                   |      | 新亞奎丹大區                                             | 2002年   | v、vi 文            | 該鎮是法國最早實施「受保護區域」政策的區域之一；作為1960年代古城保護實驗的示範城市，該地完整保存了所有歷史建築。這股文化遺產修復風潮同時推動了防止居民外流的政策，並以戲劇節為核心發展出活躍的文化生活。這座受波爾多影響的「微型城市共和國」既是艾蒂安·德·拉博埃西的故鄉，亦因此成為文藝復興時期人文主義思潮的重要推手，堪稱法國民主制度的實驗搖籃。 |
| 羅什福爾兵工廠和夏朗德河口的防禦工事                         |      | 新亞奎丹大區                                             | 2002年   | 文                  | 1666年，路易十四在让-巴蒂斯特·柯尔贝尔的建議下從無到有創建了羅什福爾兵工廠，旨在為法國的大西洋沿岸提供一個安全的海軍基地。該兵工廠擁有如皇家繩索廠和乾船塢等宏偉建築，位於夏朗德河上游，距海24公里，以防敵軍登陸。城市按照規整的網格規劃建造，靠近但未與兵工廠融合，後於1690年被納入完成的城牆防禦體系中。兵工廠的防禦依賴於佩爾蒂及特別是艾克斯島的防禦工事，這是唯一能確保錨地安全的地點。夏朗德河口因此形成了一系列要塞和堡壘，作為羅什福爾的衛星防禦體系，這些設施或早已存在、或與兵工廠同期建造及規劃，共同構築其防禦網絡。 |
| 皇家與帝國梅斯：權力鬥爭、風格衝突與城市身份                 |      | 大東部大區                                               | 2014年   | i、ii、iv 文        | 此項目包含歷史城區的兩大主要部分：一方面是擁有聖艾蒂安主教座堂、雅克-弗朗索瓦·布隆代爾的紀念性建築群、喜劇院廣場、摩澤爾河碼頭、聖雅各廣場、和平街、宮殿街和小巴黎街的古老城區；另一方面則是20世紀初德國吞併期間及之後完成的城市擴建區，包含火車站廣場及周邊區域。這處由兩個和諧區域組成的遺產，包含公共與私人建築、象徵梅斯歷史的標誌性建築群、著名的城市空間，以及歷經世紀傳承並被現代化改造的普通街區。緩衝區涵蓋了大部分保護區範圍，北至金宮島，西抵摩澤爾河谷，南達火車站綜合體，東以城牆街和聖路易廣場為界。 |
| 1944年諾曼第盟軍登陸海灘                                     |      | 諾曼第大區                                               | 2014年   | iv、vi 文           | 登陸海灘涵蓋了1944年6月6日諾曼第登陸行動所涉及的海灘：猶他海灘、奧馬哈海灘與寶劍海灘等。這些海灘還包含在該戰役中扮演重要角色的沿海陸地與海上要素，例如奧克角、濱海隆格，以及海灘外圍的水下戰場。 |
| 地中海阿爾卑斯山*                                            |      | 普羅旺斯-阿爾卑斯-蔚藍海岸大區                           | 2017年   | viii 自             | 這處跨國項目跨越法國、意大利及摩納哥，位於阿爾卑斯山脈南側，橫跨法國東南部的濱海阿爾卑斯省與上普羅旺斯阿爾卑斯省，以及義大利西北部的皮埃蒙特和利古里亞大區。這片保育區域涵蓋多個相鄰的自然保護區。該地區的地質起源可追溯至4億年前；在同一地點清晰展現了兩大山脈（華力西與阿爾卑斯）的形成歷程，並在約3000萬年前疊加了西地中海板塊張裂的構造現象。此構造運動導致年輕的西阿爾卑斯山脈橫向斷裂，並通過西地中海海盆的張裂形成海洋盆地。 |
| 卡爾卡松城堡及其山間哨兵城堡                                 |      | 奧克西塔尼大區                                           | 2017年   | ii、iv 文           | 此項目為“卡爾卡松城堡”的擴展項目。這組同期建造的防禦工事見證了13世紀上半葉法國國王及其附庸對朗格多克的征服，及其目標：控制廣袤領土並彰顯王權威嚴。歷史學家讓-路易·比蓋稱其為「宣言式建築，其力量與現代性預示著一個偉大王國將由偉大君主統治」。其中部分遺址曾作為異教徒避難所，因而被沒收自朗格多克領主。 |
| 夏洛萊-布里奧內斯地區，牛養殖文化景觀                        |      | 勃艮第-弗朗什-孔泰大区                                   | 2018年   | iii、v 文           | 自17世紀起，夏洛萊-布里奧內斯地區從原本的多元農業活動轉向發展牧草飼養牛隻。這項產業的發展始於當地一種最初多用途的牛種，經過針對肉用特性的選育改良後，成為專門的肉牛品種（即夏洛萊牛），同時伴隨著牧草地擴張的現象。在19世紀有利的經濟社會背景下（農民取得土地所有權、農學技術進步等），可耕地轉變為牧場的趨勢更加顯著——當時肉類消費量大幅增長，且因交通運輸改善使得都市市場更易進入。此轉型過程於20世紀下半葉完成，形成了以牧草為主、幾乎不見農作物的地景。雖然這處文化景觀的形成歷程相對短暫，但其歷史文獻紀錄卻相當完整。 |
| 楓丹白露莊園：城堡、花園、公園和森林                         |      | 法蘭西島大區                                             | 2020年   | ii、iv、vi 文       | 此項目作為一個持續演變且充滿生機的文化景觀，是1981年列入《世界遺產名錄》的「楓丹白露宮和園林」之擴展項目。該領地包含一座自12世紀起供法國國王使用的狩獵行宮、多處花園與水池、環繞皇家宅邸的廣闊公園，以及一片遼闊的森林。在楓丹白露，城堡的設計旨在透過狩獵與藝術彰顯君主權力。這座皇家領地歷經數世紀發展，成為權力核心的專屬場所——最初作為狩獵用途的行宮，其建築規模不斷擴建以接待日益增多的顯貴賓客。這組沉澱了各時代痕跡的建築群，透過極致裝飾藝術展現其建築力量與狩獵象徵，使該行宮躋身歐洲最負盛名之列。 |
| 庇里牛斯山國家建設的物質見證：安道爾親王國*                  |      | 奧克西塔尼大區                                           | 2021年   | iii、iv 文          | 該跨國項目由分布在法國、安道爾及西班牙的紀念性建築組成，見證了一段獨特的歷史與現實。過去一千年來，這段歷史由安道爾人民、烏赫爾主教及富瓦伯爵三方共同編織，其後繼者包括法國國王、革命時期與帝國時期的統治者，直至今日的法國總統。該系列包含十二處遺跡（10處位於安道爾，1處位於法國，1處位於西班牙），年代橫跨中世紀至16世紀，保存與保護狀態良好，均具備最高程度的真實性與完整性。這組涵蓋建築、考古、宗教與民用等多樣類型、風格及功能的見證，伴隨著非凡的文獻檔案。它以真實而完整的方式，連貫且無間斷地記錄了超過七百年來，一個歐洲國家直至今日的特殊建國歷程。這個國家立足於同一領土，保持相同邊界與行政區劃結構，其制度根基可追溯至12世紀的體系。如今，它依然構建著一個獨立、現代、民主、社會和諧的國家：安道爾公國。 |
| 聖奧諾拉，坎城萊蘭群島的修道院島                             |      | 普羅旺斯-阿爾卑斯-蔚藍海岸大區                           | 2022年   | v、vi 文            | 此地位於法國東南部的坎城外海，屬於萊蘭群島的一部分。這座島嶼以其歷史各階段留下的遺跡與重要元素，獨特見證了從西元4世紀至今，島嶼空間所承載的宗教與文化傳統。自5世紀初以來，聖奧諾拉島一直是基督教的精神中心，島上保留了歷代修士的文化遺產。這座修道院見證了三重傳統：其創始人聖奧諾拉與西方原始修道制度的傳統、深刻影響建築風格的本篤會及其會規的傳統，以及自19世紀下半葉延續至今的熙篤會傳統。 |
| 比戈爾南峰天文台，高山領域的先驅                             |      | 奧克西塔尼大區                                           | 2022年   | ii、iii、iv 文      | 天文台位於比戈爾峰山頂，海拔2876公尺。這是一座開創性且至今仍運作的高山科學基地。最初專注於高海拔氣象研究，後因當地極佳的高空觀測條件而迅速發展成國際級天文觀測站。該山峰及其周邊區域是歐洲最古老、最重要的暗空保育區之一。自1878年開始建設至今，該基地歷經多次科學設施擴建與更新。從創立之初，除了持續的科研使命外，還因通往此地難度極高、卻能俯瞰從大西洋到地中海之間幾乎整條庇里牛斯山脈的絕佳全景，而兼具受控的觀光功能。 |
| 菲尼斯泰爾教區圍牆                                           |      | 布列塔尼大區                                             | 2024年   | ii、iii 文          | 教區圍墻是菲尼斯泰爾省部分堂區教堂周邊，體現宗教與農村社區空間建築特色的系列文化遺產。其分佈密度在該省北部與中部地區尤為密集。這些紀念性建築群由多項不動產元素構成：教堂及其南側鐘樓門廊、環繞教堂廣場的圍牆與宏偉入口門樓及踏階、一或多座骨灰堂、十字架或受難像。教堂內奢華的家具與誇飾的內部裝潢，亦為這些教區圍籬的獨特之處。 |